# كايل ماكولاي
كايل ماكولاي (بالإنجليزية: Kyle Macaulay)‏ هو لاعب كرة قدم بريطاني، ولد في 13 مايو 1986 في إلغين في المملكة المتحدة. لعب مع نادي أبردين.

## وصلات خارجية
- كايل ماكولاي على موقع Soccerbase.com (لاعب) (الإنجليزية)